# Bitwa pod Słobodą

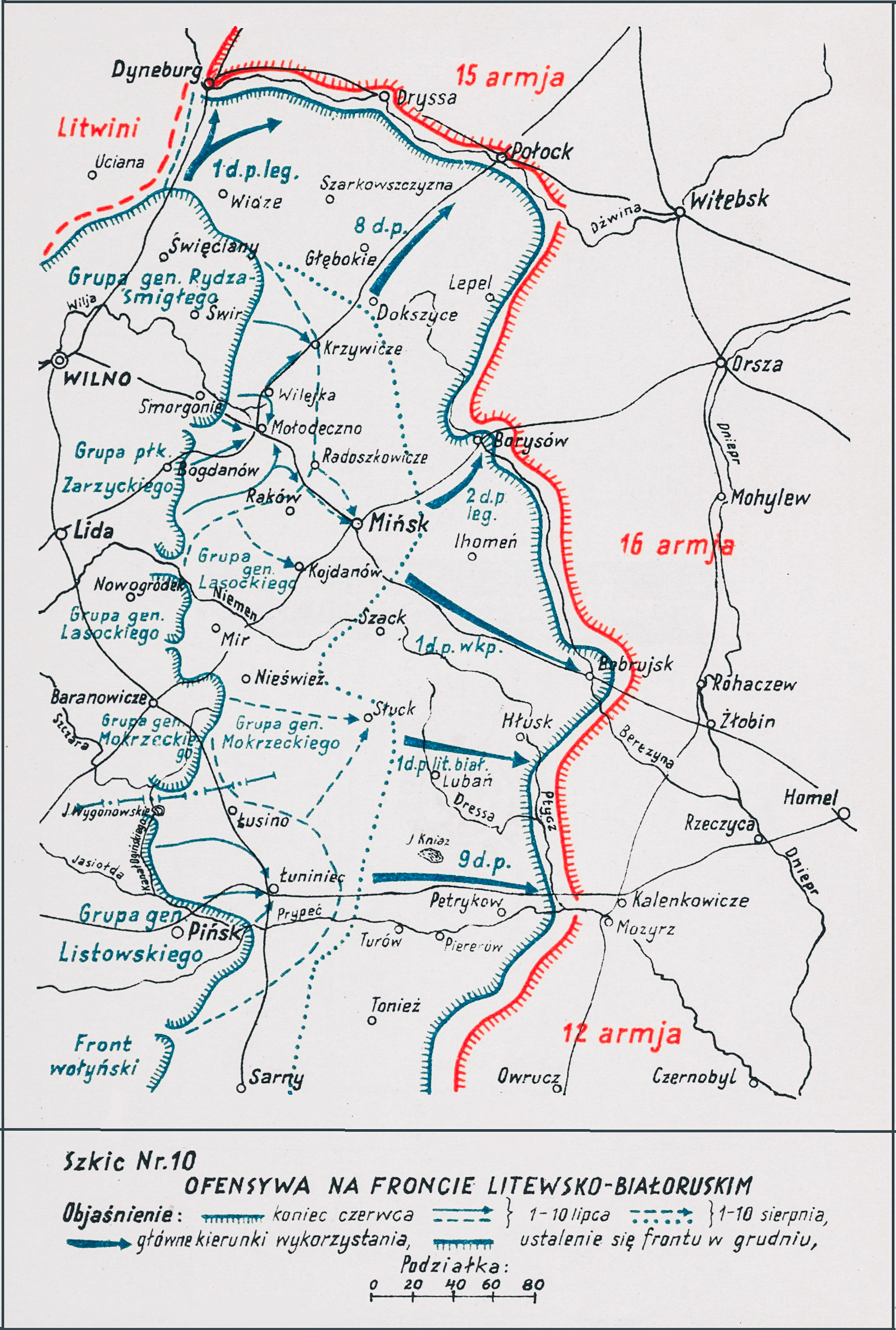
Adam Przybylski,
Wojna Polska 1918–1921

Bitwa pod Słobodą – walki polskiego 1 pułku Ułanów Wielkopolskich z oddziałami sowieckimi toczone w pierwszym roku wojny polsko-bolszewickiej.

## Geneza
W pierwszych miesiącach 1919 roku na wschodnich krańcach odradzającej się Rzeczypospolitej stacjonowały jeszcze wojska niemieckie Ober-Ostu. Ich ewakuacja powodowała, że opuszczane przez nie tereny od wschodu zajmowała Armia Czerwona. Jednocześnie od zachodu podchodziły oddziały Wojska Polskiego. W lutym 1919 jednostki polskie weszły w kontakt bojowy z oddziałami Armii Czerwonej. Rozpoczęła się nigdy niewypowiedziana wojna polsko-bolszewicka.  
Wskutek zarządzenia pogotowia bojowego przeciwko Niemcom, w maju i czerwcu front przeciwsowiecki pozostawał w defensywie. W drugiej połowie lipca Naczelne Dowództwie WP zakończyło prace nad planem szeroko zakrojonej operacji zaczepnej, której celem było opanowanie Mińska, Borysowa, Bobrujska i oparcie frontu o linię rzek Dźwiny i Berezyny.
W rozkazie operacyjnym Frontu Litewsko-Białoruskiego z 3 sierpnia 1919 przewidziano, że natarcie na Mińsk ubezpieczą na lewym skrzydle oddziały 1 Dywizji Piechoty Legionów w rejonie Mołodeczna, Wilejki, a na prawym skrzydle oddziały Grupy Operacyjnej gen. Lasockiego. 2 Dywizja Piechoty Legionów miała wykonać natarcie na miasto z północnego zachodu, a następnie miała ubezpieczyć Mińsk z kierunku Borysowa. Z kolei Grupa Wielkopolska gen. Konarzewskiego miała nacierać od południowego zachodu, a jednocześnie 1 pułk Ułanów Wielkopolskich miał wyjść na tyły Mińska i przeciąć drogę oraz linię kolejową Mińsk-Borysów.

## Walczące wojska
| Jednostka                      | Dowódca                    | Podporządkowanie          |
| Wojsko Polskie                 |                            |                           |
| ⇒ Grupa Wielkopolska           | gen. Daniel Konarzewski    | Front Litewsko-Białoruski |
| ⇒ 1 pułk Ułanów Wielkopolskich | ppłk Władysław Anders      | grupa ppłk. Andersa       |
| → 1 szwadron                   | por. Konrad Łoziński       | grupa ppłk. Andersa       |
| → 2 szwadron                   | rtm. Jarema Zapolski       | grupa ppłk. Andersa       |
| → 4 szwadron                   | por. Bartłomiej Zakrzewski | grupa ppłk. Andersa       |
| → szwadron techniczny          | por. Antoni Tuncelman      | grupa ppłk. Andersa       |
| → szwadron ckm                 | rtm. Leon Schmidt          | grupa ppłk. Andersa       |
| → grupa minerów                | ppor. Czesław Buszkiewicz  | grupa ppłk. Andersa       |
| → dwa plutony 4 szwadronu      | por. Janusz Czarnecki      | grupa ppłk. Andersa       |
| ⇒ 2 bateria konna              | por. Alfred Milewski       | grupa ppłk. Andersa       |
| Armia Czerwona                 |                            |                           |
| oddziały ACz                   |                            | 16 Armia                  |

## Walki pod Słobodą

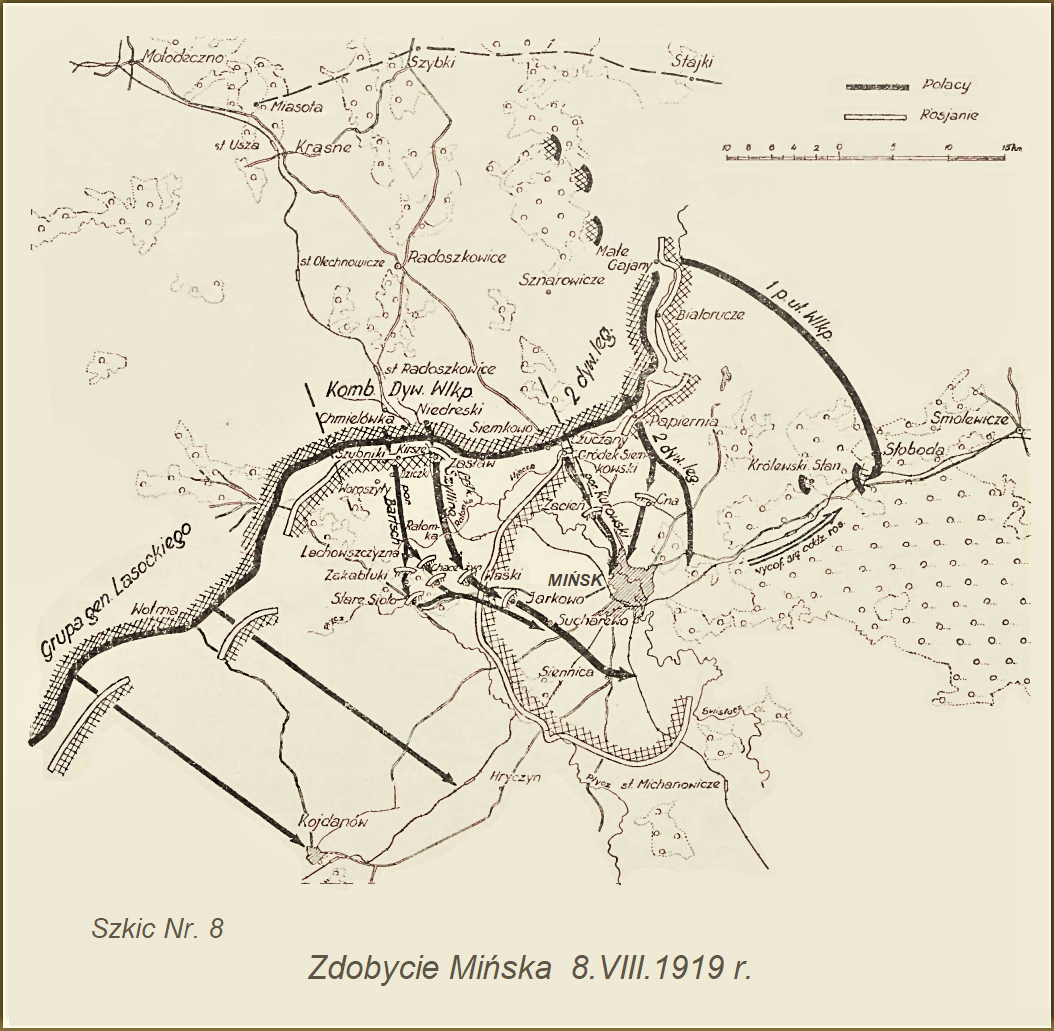
14 Dywizja Piechoty - 1 Dywizja Strzelców Wlkp. - w wojnie i pokoju

W sierpniu 1919, w ramach polskiej ofensywy na Mińsk, 1 pułk Ułanów Wielkopolskich ppłk. Władysława Andersa otrzymał rozkaz wykonania zagonu na północ od Mińska z zadaniem przecięcia traktu i linii kolejowej łączących Mińsk z Borysowem. Miał też zwalczać sowieckie odwody zmierzające z Borysowa w kierunku Mińska.
Rano 7 sierpnia 1 pułk Ułanów Wielkopolskich bez 3 szwadronu z 2 baterią artylerii konnej por. Milewskiego przeszedł za frontem oddziałów 2 Dywizji Piechoty Legionów na jej lewe skrzydło, po kilku godzinach marszu dotarł pod Małe Gajany opanował je. Zdobycie Małych Gajan wybiło lukę w sowieckiej obronie i umożliwiło kontynuowanie zagonu przez szwadrony 1 pułku Ułanów Wielkopolskich. 
Po opanowaniu miejscowości 1 i 4 szwadron zanocowały w Małych Gajanach, a pozostała część pułku w folwarku Magazyn.
8 marca pułk wznowił działania, a w szpicy maszerował 2 szwadron. W okolicy Łemkowa i Bujków szpica natknęła się  na dobrze przygotowane sowieckie pozycje obronne. Szwadron spieszył się i zaatakował, ale sowiecka obrona okazała się zbyt twarda i polskie natarcie nie miało powodzenia. Wtedy dowódca pułku wsparał 2 szwadron szwadronem technicznym i pododdziałem karabinów maszynowych. Jednocześnie bateria artylerii wyjechała na otwartą pozycję i celnym ogniem raziła pozycje wroga. Nieprzyjaciel nie wytrzymał drugiego ataku i wycofał się. Pułk nie podjął pościgu za nieprzyjacielem, a realizował konsekwentnie postawione zadanie. Jako straż przednia do działania ruszył tym razem 4 szwadron z osią marszu na Krapużyn, Titwinówkę i Ostrożyce. Pododdziały pułku maszerowały przez Mańczuki, Władzinowo, Karpilówkę, Przylepy, Baturynikę i po kilku godzinach dotarły do Słobody, położonej w odległości trzech kilometrów od toru i traktu Mińsk – Borysów. Szwadrony stanęły na odpoczynek, a grupa minerów ppor. Czesława Buszkiewicza, osłaniana przez dwa plutony 4 szwadronu pod jednolitym dowództwem por. Janusza Czarneckiego, udała się na tor kolejowy zamierzając go wysadzić. W tym momencie od strony Mińska nadjechał „prowizoryczny pociąg pancerny”. Ostrzelano go z najbliższej odległości i załoga pociągu poniosła duże straty od ognia karabinowego i granatów. Po przejechaniu kilku kilometrów Sowieci porzucili pociąg i ratowali się ucieczką. Zaalarmowane odgłosami walki szwadrony pułku podeszły w pobliże torów, a ppłk Anders wysłał patrole w stronę Mińska oraz Borysowa. Wieczorem zauważono zbliżającą się od strony Mińska kolumnę sowieckiej piechoty z artylerią. Polacy zorganizowali zasadzkę. 1 i 4 szwadron oraz szwadron ckm zajęły stanowiska wzdłuż toru na skraju lasu. Kolumna sowiecka maszerowała bez ubezpieczeń, nie spodziewając się Polaków na tak głębokich tyłach frontu. Zaskoczona uległa panice, a czerwonoarmiści o zmroku utracili zdolność rozróżniania kto swój a kto obcy i rozpoczęli „walkę” między sobą. W ciągu kilkunastu minut kolumna rozproszyła się i nie stanowiła już większej wartości bojowej. Podobny sposób prowadzenia walki wielkopolscy ułani zastosowali w działaniach nocnych, rozpraszając kilka mniejszych oddziałów wycofujących się z Mińska. 
Rano 9 sierpnia pozycje pułku zaatakowała silna kolumna sowieckiej piechoty. Dzięki wykorzystaniu zdobycznych armat, obsługiwanych przez kanonierów artylerii konnej, atak przeważającego liczebnie nieprzyjaciela odparto, a Sowieci wycofali się w kierunku Ilhumenia.
Po południu pułk, już bez styczności z przeciwnikiem, pomaszerował do Mińska.

## Bilans walk
Zagon 1 pułku Ułanów Wielkopolskich zakończył się spektakularnym sukcesem taktycznym. Spowodował wiele zamieszania wśród wycofujących się z rejonu Mińska oddziałów Armii Czerwonej. Polacy zdobyli cztery działa, jedenaście jaszczy artyleryjskich, improwizowany pociąg pancerny, duże ilości amunicji, uzbrojenia i różnego sprzętu wojskowego. Do niewoli wzięto około stu jeńców.